# Târgu Mureș
Târgu Mureș (przed reformą ortografii Tîrgu Mureș, węg. Marosvásárhely, niem. Neumarkt am Mieresch) – miasto w Rumunii, stolica okręgu Marusza. W 2021 roku liczyło 115 493 mieszkańców. Od 2004 roku merem miasta jest Dorin Florea z Partii Demokratycznej.

## Etymologia
Historyczna nazwa miasta wywodziła się z języka węgierskiego i brzmiała Vásárhely (co oznacza „targowisko”), zaś obecna jest ekwiwalentem  Marosvásárhely (oznaczającego „targowisko nad Maruszą”). Rumuńskie târg oznacza to samo, co w języku polskim.

## Historia
Miasto po raz pierwszy zostało udokumentowane w „Novum Forum Sicolorum” w 1322 roku. Ożywiona działalność handlowa pociągnęła za sobą liczne osiedlanie się rzemieślników i szybki rozwój rzemiosła: w XV w. istniało tu już ponad 30 cechów, a ich przedstawiciele odgrywali wiodącą rolę w funkcjonowaniu miasta. Począwszy od XVI wieku, Târgu Mureș przodowało jako ważne centrum kultury i edukacji. Pierwsze szkoły zostały założone w 1492 roku. Z czasem miasto przekształciło się w ważne miejsce życia społecznego i gospodarczego, kiedy to stało się siedzibą sądu najwyższego wymiaru sprawiedliwości Księstwa Siedmiogrodu. Od XV wieku często odbywały się tu parlamenty stanowe Siedmiogrodu. W 1601 r., po śmierci Michała Walecznego, zamordowanego z rozkazu habsburskiego generała Giorgio Basty, austriackie wojska spaliły część miasta. W 1709 r. z kolei nawiedziła je epidemia cholery.
W wyniku traktatu w Trianon w 1920 r. miasto znalazło się w granicach Rumunii. W tym czasie miejscowość znacząco rozwinął burmistrz Emil Dandea. W 1940 roku miasto ponownie znalazło się w granicach Węgier. W wyniku pokoju paryskiego w 1947 roku miasto ponownie znalazło się w granicach państwa rumuńskiego.
W marcu 1990 roku w mieście doszło do zamieszek pomiędzy Węgrami a Rumunami. W wyniku zamieszek zginęło 5 osób, zaś 278 zostało rannych.

## Gospodarka
W mieście rozwinął się przemysł chemiczny (nawozy azotowe), maszynowy (maszyny włókiennicze), elektryczny, materiałów budowlanych oraz drzewny i meblarski.

## Populacja
Według ostatniego spisu ludności przeprowadzonego w 2002 roku, miasto Târgu Mureș liczy 150 041 mieszkańców.
- Rumuni – 75 533 (50,34%)
- Węgrzy – 70 108 (46,72%)
- Romowie – 3660 (2,43%)
- Niemcy – 304 (0,20%)
- inne grupy etniczne, w tym 12 Polaków – 434 (>0,01%)

Jest to pierwszy spis ludności, który pokazuje tak niewielką procentową ilość Węgrów dzięki dziesiątkom lat migracji Rumunów do miasta.

## Zabytki i turystyka
W Târgu Mureș znajdują się m.in. pałac kultury, teatr narodowy, prawosławna cerkiew, Pałac Apolla (1820–1822) czy stary budynek prefektury z 1711.
W 1880 w mieście wzniesiono pomnik generała Józefa Bema, upamiętniając jego udział w powstaniu węgierskim, a w 1924 statuę Wilczycy Kapitolińskiej. Tablice pamiątkowe przypominają, że w mieście przebywali przez jakiś czas Mihai Eminescu (w 1866) i Sándor Petőfi (w lipcu 1849 r.).
W mieście odbywa się Vibe Festival.

## Transport
Kilka kilometrów od miasta w miejscowości Ungheni znajduje się międzynarodowe lotnisko Târgu Mureș Transilvania. Było odnawiane w październiku 2005 roku.
W mieście znajdują się stacje kolejowe: Târgu Mureș, Târgu Mureș Nord i Târgu Mureș Sud.

## Galeria

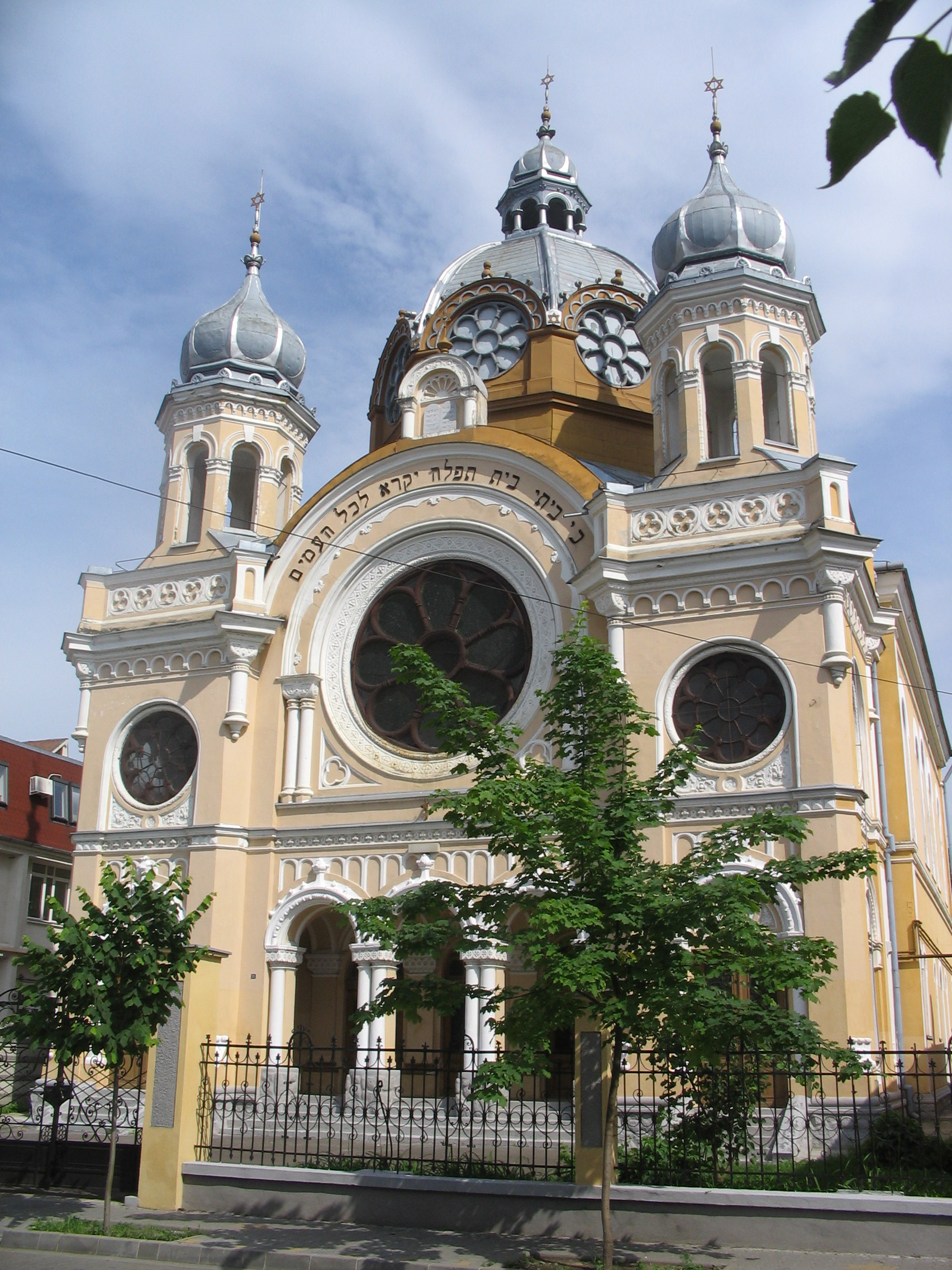
Synagoga w Târgu Mureș

## Sport
Miasto jest reprezentowane w wielu dziedzinach sportu, jak piłka nożna, piłka ręczna, koszykówka, siatkówka oraz wushu. Târgu Mureș ma 4 drużyny piłkarskie: FCM Târgu Mureș, ASA Târgu Mureș, Gaz Metan Târgu Mureș i Trans-Sil Târgu Mureș. 
Târgu Mureș jest znane także z drużyny kręglarskiej, Electromureș. Jest to jedna z najlepszych drużyn w Europie.

## Inne
Z Târgu Mureș pochodzi Sanda Ladoși, rumuńska piosenkarka, reprezentantka Rumunii podczas 49. Konkursu Piosenki Eurowizji w 2004 roku.

## Miasta partnerskie
- Baja, Węgry
- Bournemouth, Wielka Brytania
- East Renfrewshire, Wielka Brytania
- Güzelçamlı, Turcja
- Ilmenau, Niemcy
- Kecskemét, Węgry
- Szeged, Węgry
- Újbuda (XI. dzielnica Budapesztu), Węgry
- Zalaegerszeg, Węgry